# Malm, Trøndelag
Malm är en tätort i Steinkjers kommun i Trøndelag fylke i mellersta Norge. Orten har tidigare utgjort centralort både i dåvarande Malms kommun samt därefter, efter en sammanslagning, också i dåvarande Verrans kommun.